# Beşiktaş Jimnastik Kulübü
O Beşiktaş Jimnastik Kulübü (mais conhecido como Beşiktaş) é um clube profissional multidesportivo turco fundado em 4 de março de 1903, com sede no distrito de Beşiktaş, localizado na cidade de Istambul. Tendo como principal modalidade o futebol, também disputa de outras modalidades esportivas como voleibol, basquete, atletismo, esportes eletrônicos, entre outras.
É conhecido como um dos grandes clubes da Turquia, sendo o 3.º clube com maior número de títulos nacionais conquistados, estando entre os melhores contra os seus rivais locais históricos: Estando na frente de seu arquirrival Trabzonspor e atrás somente de seus rivais Fenerbahçe e Galatasaray. Além disso, sempre disputou a Primeira Divisão Turca, jamais tendo sido rebaixado para uma divisão inferior do futebol turco.
Suas cores oficiais são o preto e o branco, embora também faça uso de um uniforme alternativo de cor vermelha. Atualmente manda seus jogos no Vodafone Park, moderna arena multiuso oficialmente inaugurada em 2016, com capacidade para receber até 41 903 espectadores.

## História

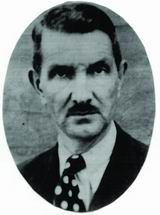
Mehmet Şamil, diplomata, jornalista e dirigente esportivo turco, membro fundador e primeiro presidente da história do Beşiktaş

Fundado em 4 de março de 1903 como Bereket Jimnastik Kulübü (Clube de Ginástica Bereket) sob permissão especial das autoridades políticas da época, passou a contar com maior liberdade para desenvolver suas atividades esportivas com a declaração da monarquia constitucional no então Império Otomano em 1908. Em decorrência dos acontecimentos advindos da eclosão da Revolução dos Jovens Turcos, Fuat Balkan e Mazhar Kazancı, que vivam em Edirne, partiram para Istambul para ingressar no Movimento Armado. Depois da restauração da ordem política então vigente, Balkan (um experiente professor de esgrima) e Kazancı (considerado um bom lutador e halterofilista) tiveram contato com jovens atletas de ginástica que treinavam em Serencebey e acabaram por convencê-los a treinarem juntos. No início, Balkan fez do primeiro andar de sua casa em Ihlamur a sede do clube, renomeando-o para Beşiktaş Osmanlı Jimnastik Kulübü (em português: Clube Otomano de Ginástica de Beşiktaş). A partir daí surgiu um fortalecido clube multidesportivo que expandiu sua atuação em várias modalidades, com destaque para ginástica, luta, boxe, esgrima e atletismo. Mehmet Şamil, um dos membros fundadores, foi eleito como o primeiro presidente da história do clube.
Neste tempo, com o apoio do então governador de Beyoğlu, Muhittin Bey, o Beşiktaş Osmanlı Jimnastik Kulübü tornou-se o primeiro clube esportivo do país a obter registro e reconhecimento oficial do então governo otomano em 13 de janeiro de 1910. O interesse dos jovens que habitavam os distritos vizinhos de Ihlamur cresceu e o número de filiados do clube aumentou consideravelmente, fazendo com que a sede do clube precisasse ser transferida de Ihlamur para Akaretler, onde inicialmente fixou-se no Edifício 49, mudando-se pouco tempo depois para o Edifício 84, maior que o primeiro e que dispunha de um amplo jardim, logo transformado em quadra poliesportiva para abrigar os treinamentos das múltiplas modalidades ali praticadas.
Uma turma de jovens habitantes do distrito de Beşiktaş, liderada por Şeref Bey, formaram dois clubes de futebol batizados de Valideçeşme e Basiret, que passaram a utilizar a sede do Beşiktaş para realizar seus treinamentos em 1911. Em pouco tempo, o futebol passou a constituir no principal núcleo esportivo do clube.

### Era amadora
Em meados da década de 1910, com o futebol tornando-se rapidamente o esporte mais praticado na região do Império Otomano que viria a se tornar a Turquia anos mais tarde, os membros do clube foram progressivamente dando mais atenção ao referido esporte. Com a eclosão da Primeira Guerra Mundial logo após o fim da Guerra dos Balcãs, as atividades esportivas do clube foram parcialmente paralisadas, já que muitos atletas foram convocados para integrar a linha de frente das tropas otomanas. Enquanto o fim da guerra permitia aos atletas sobreviventes retornarem à vida normal, o Beşiktaş enfrentou um período de dificuldades ocasionado pela Ocupação de Constantinopla, mas foi capaz de se recuperar graças aos esforços de Şeref Bey. Decidiu por não disputar nenhum campeonato local até 1918 quando venceram a Liga Esportiva Turca de Istambul pela primeira vez, feito repetido em 1921.
Em 1924, ingressou na Liga de Futebol de Istambul acompanhado por Fenerbahçe, Galatasaray e outras equipes locais. Apesar de ter vencido o torneio neste mesmo ano, não conseguiu manter o mesmo padrão de desempenho nos anos seguintes, onde viu seus futuros arquirrivais revezarem-se nas conquistas do torneio até meados da década de 1930. Somente dez anos depois, em 1934, sagrou-se campeão pela 2.ª vez, além de também ter vencido o Campeonato Turco de Futebol Amador no mesmo ano.
Em 1937, a Liga Nacional Turca foi fundada. Após terminar a liga de futebol local apenas na 4.ª colocação, o Beşiktaş não fez muito melhor na primeira edição do novo torneio nacional, terminando na 3.ª colocação, atrás de Fenerbahçe e Galatasaray. Em 1938, melhorou seu desempenho em ambas as competições, terminando-as respectivamente na 3.ª e 2.ª colocações e de 1939 a 1943, iniciou uma época de predomínio local sobre seus arquirrivais, alcançando o pentacampeonato consecutivo no torneio local e o bicampeonato do torneio nacional em 1944 e 1947.

### Era profissional
Após o sucesso da Copa da Federação Turca, primeira competição de futebol profissional de âmbito nacional (posteriormente reconhecida pela como campeonato nacional disputado), realizada nas temporadas 1956–57 e 1957–58, das quais o Beşiktaş sagrou-se campeão após derrotar em ambas as finais o Galatasaray, a Federação Turca de Futebol passou a organizar oficialmente o Campeonato Turco de Futebol a partir da temporada de 1959. Após vencer pela 1.ª vez o campeonato na temporada 1959–60, o clube participou pela primeira vez de uma competição continental: a Taça dos Clubes Campeões Europeus de 1960–61. Após perder logo na primeira partida da fase preliminar para o Rapid Viena por 4–1, foi eliminado do torneio.
Nos anos 1960, o Beşiktaş terminou a Primeira Divisão Turca na 3.ª colocação em 1960–61 e 1961–62 e foi vice–campeão em 1962–63, 1963–64 e 1964–65. Foi na temporada 1965–66 que o clube voltou a sagrar-se campeão nacional, alcançando o bicampeonato consecutivo logo na temporada seguinte (1966–67), em que também conquistou a Copa da Turquia e a Supercopa da Turquia pela primeira vez em sua história.
Os anos 1970 foram um período de vacas magras para o clube em que, exceto pela conquista da Supercopa da Turquia em 1974, esteve longe de ser competitivo nas competições nacionais e amargou campanhas pífias no Campeonato Turco, cuja única campanha competitiva que teve ocorreu na temporada 1973–74 quando foi vice–campeão após terminar a competição a apenas 3 pontos do campeão Fenerbahçe. Na temporada 1975–76, terminou o campeonato numa vexatória 11.ª colocação, a pior de sua história na divisão máxima do futebol turco.
Já os anos 1980 representaram uma época de renascimento do Beşiktaş. Na temporada 1981–82, voltou a sagrar-se campeão turco após um jejum de quinze anos sem conquistas. Também venceu a competição nas temporadas 1985–86, além de ter terminado quatro das cinco edições da segunda metade da década como vice–campeão. Pela Copa da Turquia, venceu as edições disputadas nas temporadas 1988–89 e 1989–90. E pela Supercopa da Turquia, venceu as edições de 1986 e 1989. Também foi nesta década que o Beşiktaş fez sua melhor campanha na Taça dos Clubes Campeões Europeus de 1986–87, quando alcançou as quartas–de–final, sendo eliminado pelo Dínamo de Kiev após ser goleado impiedosamente por 7–0, a maior derrota sofrida pelo clube em competições europeias.
Fora de campo, a ascensão do hooliganismo no futebol europeu também repercutiu na Turquia, tendo sido a torcida do Beşiktaş a mais problemática do país neste período, protagonizando diversas cenas de vandalismo e violência contra torcedores de clubes rivais tanto dentro quanto fora dos estádios, o que acarretou em multas e punições para o clube junto à justiça desportiva local.
Os anos 1990 representaram a melhor década para o Beşiktaş em termos de desempenho no Campeonato Turco, iniciando a década com um inédito tricampeonato consecutivo em 1989–90, 1990–91 e 1991–92 sob o comando do treinador inglês Gordon Milne. Dentre os jogadores que passaram pelo clube nesta época, destacam-se Metin Tekin, Ali Gültiken e Feyyaz Uçar cujo fantástico entrosamento dos três dentro de campo, liderando a equipe na conquista dos referidos campeonatos, fizeram com que a torcida e a imprensa local os apelidassem de "Trio MAF". Os torcedores nas arquibancadas do antigo Inönü Stadyumu compuseram vários cânticos em homenagem ao trio por conta de seu estilo de jogo envolvente, suas ambições esportivas e pela amizade e modéstia que apresentavam quando entrevistados pela imprensa e em contato com os torcedores nas ruas e nos estádios. Até hoje os torcedores do Beşiktaş consideram o Trio MAF como a linha ofensiva mais espetacular que passou pelo clube e que inegavelmente deixou sua marca ao fazerem parte da única equipe campeã de forma invicta na temporada 1991–92, feito jamais igualado por seus rivais até hoje. Após a saída de Gordon Milne no verão de 1992, o clube ainda venceu a Copa da Turquia de 1993–94, a Supercopa da Turquia de 1994 e o Campeonato Turco de 1994–95. Após a saída do Trio MAF no verão de 1995, ainda sagrou-se campeão da Copa da Turquia em 1997–98 e da Supercopa da Turquia em 1998.
No início dos anos 2000, sob o comando de Mircea Lucescu, o Beşiktaş sagrou-se campeão da Copa Ataturk de 2000 (posteriormente incorporada pela Federação Turca de Futebol às estatísticas da Supercopa da Turquia), da Campeonato Turco de 2002–03 e ainda obteve sua melhor classificação em uma competição continental, alcançando as quartas–de–final da Copa da UEFA de 2002–03, quando foi derrotado pela Lazio por 2–1 e eliminado da competição. Após a saída do treinador romeno no verão de 2004, o clube ainda faturou 3 edições da Copa da Turquia (2005–06, 2006–07 e 2008–09), 1 edição da Supercopa da Turquia (2006) e o Campeonato Turco de 2008–09.
Nos anos 2010, o Beşiktaş voltou a vencer a Copa da Turquia na temporada 2010–11 e foi bicampeão consecutivo do Campeonato Turco pela terceira vez em sua história ao sagrar-se campeão das temporadas 2015–16 e 2016–17. Foi neste período também que o clube fez novamente boas campanhas nas competições continentais, alcançando novamente as quartas–de–final da Liga Europa da UEFA de 2016–17, sendo dessa vez derrotado pelo Lyon na disputa por pênaltis por 7–6 após um empate em 3–3 no placar agregado dos dois confrontos.

## Cores oficiais
Por anos, as cores originais do clube eram o vermelho e o branco e então, temporariamente, o vermelho foi substituído pelo preto em sinal de luto pelos combatentes otomanos mortos na Guerra dos Balcãs, estando alguns dos atletas do clube presentes no número de vítimas do conflito. Entretanto, apesar dos relatos escritos sobre tal episódio reafirmarem a versão da história popularmente conhecida entre seus torcedores, estudos históricos mais recentes que resultaram na gravação de um documentário em 2003, em razão do centenário do clube, acabaram por refutá-la ao afirmarem que o Beşiktaş sempre adotou o branco e o preto como suas cores oficiais.

## Títulos
| NACIONAIS | NACIONAIS                               | NACIONAIS | NACIONAIS |
|           | Competição                              | Títulos   | Temporadas |
| --------- | --------------------------------------- | --------- | --- |
|           | Campeonato Turco                        | 16        | 1956–57, 1957–58, 1959–60, 1965–66, 1966–67, 1981–82, 1985–86, 1989–90, 1990–91, 1991–92, 1994–95, 2002–03, 2008–09, 2015–16, 2016–17 e 2020–21 |
|           | Copa da Turquia                         | 11        | 1974–75, 1988–89, 1989–90, 1993–94, 1997–98, 2005–06, 2006–07, 2008–09, 2010–11, 2020–21 e 2023–24                                              |
|           | Supercopa da Turquia                    | 10        | 1967, 1974, 1986, 1989, 1992, 1994, 1998, 2006, 2021 e 2024                                                                                     |
|           | Liga da Turquia de Futebol (1924-1951)  | 2         | 1934 e 1951 |
|           | Campeonato Turco de Futebol (1937-1950) | 3         | 1941, 1944 e 1947 |
|           | Copa do Primeiro Ministro               | 6         | 1944, 1947, 1974, 1977, 1988 e 1997 |
|           | Copa Spor Toto                          | 3         | 1966, 1969 e 1970 |
|           | Copa Atatürk                            | 1         | 2000 |

### Competições regionais

#### Liga de Futebol de Istambul
- Vencedor (13): 1924, 1934, 1939, 1940, 1941, 1942, 1943, 1945, 1946, 1950, 1951, 1952 e 1954

#### Copa de Istambul
- Vencedor (2): 1944 e 1946

#### Copa Escudo de Istambul
- Vencedor (1): 1935

### Outras Competições

#### Copa TSYD
- Vencedor (12): 1965, 1966, 1972, 1973, 1975, 1984, 1985, 1989, 1990, 1991, 1994 e 1997

#### Copa Royal Internacional
- Vencedor (1): 2015

## Participações em Competições da UEFA
- Liga dos Campeões da UEFA

Melhor colocação: Quartas de Final - 1986–87
- Liga Europa da UEFA

Melhor colocação: Quartas de Final - 2002–03 e 2016–17

## Elenco atual
Última atualização: 14 de setembro de 2024.

## Transferências
Legenda
- Jogadores que chegaram por empréstimo;

- Jogadores que retornaram de empréstimo;

- Jogadores emprestados;

- Jogadores que saíram após o fim do contrato.

- Jogadores que saíram após terem seus contratos rescindidos.

| Entradas         |      |                |        |
| Jogador          | Pos. | Clube anterior | Ref.   |
| Gabriel Paulista | Z    | Sem clube      | [ 11 ] |

| Saídas           |      |                  |      |
| Jogador          | Pos. | Clube de destino | Ref. |
| Atiba Hutchinson | M    | Aposentado       |      |

## Futebolistas notáveis
| - Matías Emilio Delgado - Osvaldo Darío Nartallo - Amaral - Kléberson - Ronaldo Guiaro - Antônio Carlos Zago - Ricardinho - Bobô - Dentinho - Guti - Zlatko Yankov - Yordan Lechkov - Rodrigo Tello - Óscar Córdoba - Les Ferdinand - Alan Walsh - Ian Wilson - Allan McGregor - Édouard Cissé - Pascal Nouma - Markus Münch - Raimond Aumann - Stefan Kuntz - Fabian Ernst - Michael Fink - Loris Karius - Roberto Hilbert - János Kuszmann - Eyjólfur Sverrisson - Simão Sabrosa - Ricardo Quaresma - Daniel Amokachi - Christopher Ohen - Ike Shorunmu - John Carew - Arild Stavrum - Thomas Myhre - Ronny Johnsen - Tomáš Zápotočný - Mitar Mrkela - Marijan Mrmić - Dževad Šećerbegović - Sead Halilagić - Dmitriy Khlestov - Miroslav Karhan - Federico Giunti - Matteo Ferrari - Mamadou Niang | - Daniel Gabriel Pancu - Adrian Ilie - Fani Madida - Ahmed Hassan - Zoubeir Baya - Mattias Asper - Roman Dąbrowski - Mehmet Aurélio - Mert Nobre - İlhan Mansız - Tayfur Havutçu - Tayfun Korkut - Nikos Kovis - Rüştü Reçber - Ahmed Şerafettin Bey - Ali Eren Beşerler - Ali Gültiken - Ertuğrul Sağlam - Eşref Bilgiç - Feyyaz Uçar - Gökhan Keskin - Hakkı Yeten - İbrahim Üzülmez - Kadir Akbulut - Kaya Köstepen - Mehmet Özdilek - Metin Tekin - Nihat Kahveci - Okan Buruk - Oktay Derelioğlu - Rasim Kara - Recep Adanır - Recep Çetin - Refik Osman - Rıza Çalımbay - Sabri Dino - Samet Aybaba - Sanlı Sarıalioğlu - Sergen Yalçın - Sinan Engin - Süleyman Seba - Tümer Metin - Ulvi Güveneroğlu - Varol Ürkmez - Vedat Okyar - Yusuf Tunaoğlu - Ziya Doğan - Emre Aşık - Alpay Özalan |

## Uniformes

### Uniformes dos jogadores
- Uniforme principal: Camisa branca, calção e meias brancas;
- Uniforme reserva: Camisa preta, calção e meias pretas;
- Uniforme alternativo: Camisa lilás, calção e meias brancas.

| Primeiro | Segundo | Terceiro |

### Uniformes dos goleiros
- Camisa preta, calção e meias pretas;
- Camisa azul, calção e meias azuis;
- Camisa laranja, calção e meias laranjas.

| Cores do Time · Cores do Time · Cores do Time · Cores do Time · Cores do Time | Cores do Time · Cores do Time · Cores do Time · Cores do Time · Cores do Time | Cores do Time · Cores do Time · Cores do Time · Cores do Time · Cores do Time |

### Uniformes anteriores
- 2018-19

| Primeiro | Segundo | Terceiro |  |

- 2017-18

| Primeiro | Segundo | Terceiro |  |

- 2016-17

| Primeiro | Segundo | Terceiro |  |

- 2015-16

| Primeiro | Segundo | Terceiro |  |

- 2014-15

| Primeiro | Segundo | Terceiro |  |

- 2013-14

| Primeiro | Segundo | Terceiro |  |

- 2012-13

| Primeiro | Segundo | Terceiro |  |

- 2011-12

| Primeiro | Segundo | Terceiro | Quarto |

- 2010-11

| Primeiro | Segundo | Terceiro | Quarto |

- 2009-10

| Primeiro | Segundo | Terceiro |

- 2008-09

| Primeiro | Segundo | Terceiro | Quarto |